# Cynotilapia
Cynotilapia (Synonym: Microchromis) ist eine Gattung afrikanischer Buntbarsche (Cichlidae). Sie leben in der Natur ausschließlich im Malawisee, der in Tansania und Mosambik Njassasee genannt wird und zum Großen Afrikanischen Grabenbruch gehört. Die Gattung gehört zu den an das Biotop der Felsküsten gebundenen Mbuna.

## Merkmale
Cynotilapia-Arten werden 7 bis 10 Zentimeter lang und ähneln in Körperform, Färbung und Zeichnungsmuster den Arten der Gattungen Maylandia und Pseudotropheus. Im Unterschied zu diesen Aufwuchs fressenden Gattungen, die dicht stehende, zweispitzige Zähne besitzen, ernähren sich die Cynotilapia-Arten von Plankton und haben relativ weit auseinander stehende, einspitzige Zähne. Cynotilapia-Arten sind nicht so dicht an das Felsbiotop gebunden wie andere Mbuna-Arten, sondern halten sich, teilweise in großen Schwärmen, in der Regel etwas vom Fels entfernt auf. Nur die fortpflanzungsbereiten, adulten Männchen stehen dichter über dem Untergrund, um dort Reviere zu verteidigen. Wie Magenuntersuchungen zeigen, ernähren sie sich mehr von Aufwuchs und Insektenlarven als die nichtterritorialen Weibchen und Jungfische. Wie alle Mbuna sind die Cynotilapia-Arten ovophile Maulbrüter.

## Arten

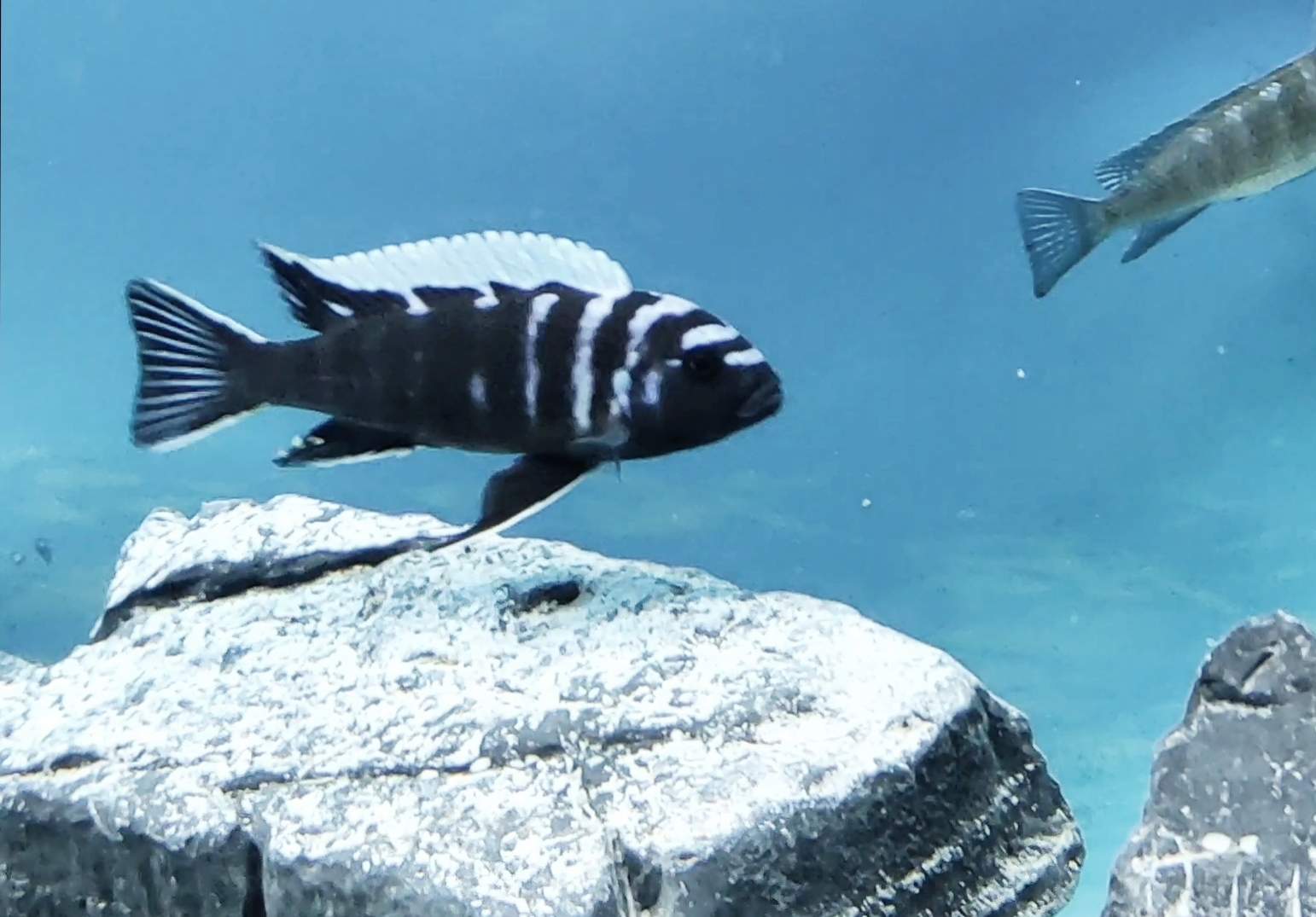
Cynotilapia zebroides

Derzeit sind fünf beschriebene und zahlreiche bisher unbeschriebene Arten bekannt:
- Cynotilapia afra (Günther, 1894)
- Cynotilapia aurifrons (Tawil, 2011)
- Cynotilapia axelrodi Burgess, 1976
- Cynotilapia chilundu Li, Konings & Stauffer, 2016
- Cynotilapia zebroides (Johnson, 1975)